# Dokozaheksaenoinska kiselina
Dokozaheksaenoinska kiselina (DHA) je omega-3 masna kiselina koja je primarna strukturna komponenta ljudskog moždanog cerebralnog korteksa, sperme, testisa i mrežnjače. Ona se može sintetisati iz alfa-linoleinske kiseline ili se dobija direktno iz majčinog mleka, ulja algi ili ribljeg ulja. DHA je karboksilna kiselina sa 22-ugljenika dugim lancom (docosa- je grčki za 22) i šest (grč. hexa) cis dvostrukih veza. Prva dvostruka veza je locirana na trećem ugljeniku od omega kraja. Njeno trivijalno ime je cervoninska kiselina, a sistematsko ime je sve-cis-dokoza-4,7,10,13,16,19-heksa-enoinska kiselina, i njeno skraćeno ime je 22:6(n-3) u nomenklaturi masnih kiselina.

## Spoljašnje veze
- [http://www.dhaomega3.org .
- [http://www.umm.edu/altmed/articles/docosahexaenoic-acid-000300.htm
- [http://chemsub.online.fr/name/docosahexaenoic_acid.html